# Modelo médico da deficiência
O modelo médico da deficiência, ou modelo biomédico da deficiência, é uma expressão baseada na percepção biomédica da deficiência. Este modelo observa deficiência como lesão que reduz a qualidade de vida de um indivíduo e, portanto, deve ser atenuada ou ajustada por meio de intervenções médicas. Frequentemente, autores costumam relacionar o modelo médico da deficiência com a ideia de cura.
Este modelo passou a ser criticado por pessoas com deficiência e, também, autores do próprio campo científico. Estas críticas consolidaram o movimento das pessoas com deficiência (e, subsequentemente, o chamado modelo social da deficiência), enquanto autores como George L. Engel afirmavam a necessidade de se repensar a prática médica. Esta última ideia gerou o modelo biopsicossocial.